# Paul Natorp
Paul Gerhard Natorp (Düsseldorf, Alemania, 14 de enero de 1854 - Vigo, Alemania, 17 de agosto de 1924) fue un filósofo y pedagogo alemán, considerado uno de los cofundadores de la escuela neokantiana de Marburgo. Era conocido como una autoridad en Platón. Entendía la pedagogía únicamente como social; dio origen a los tratados sistemáticos de pedagogía, inspiró la Constitución de Weimar, influyó en la escuela unificada y la escuela del trabajo, y ha sido la base para el movimiento posterior de la pedagogía social.

## Biografía
Paul Natorp nació en Düsseldorf, hijo de Emilie Keller y del pastor protestante Adelbert Natorp. A partir de 1871 estudió música, historia, filología clásica y filosofía en las universidades de Berlín, Bonn y Estrasburgo. Realizó su tesis doctoral en 1876 en la Universidad de Estrasburgo bajo la supervisión del filósofo Ernst Laas y en 1881 completó su Habilitación con el neokantiano Hermann Cohen. En 1885 fue nombrado profesor extraordinario y en 1893 profesor ordinario de filosofía y pedagogía en la Universidad de Marburgo, cargo que conservó hasta su jubilación en 1922. En el semestre de invierno de 1923-24 Natorp mantuvo un intenso intercambio de ideas con Martin Heidegger, que había sido llamado a Marburgo y cuya obra sobre Duns Escoto Natorp había leído muy pronto.
En 1887 se casó con su prima Helene Natorp, con la que tuvo cinco hijos. Natorp fue un compositor ambicioso, que escribió principalmente música de cámara (incluyendo una sonata para violonchelo, una sonata para violín y un trío para piano). También compuso un centenar de canciones y dos obras corales. Mantuvo correspondencia con Johannes Brahms, quien le disuadió de convertirse en compositor profesional.
Influyó en los primeros trabajos de Hans-Georg Gadamer y tuvo un profundo efecto en el pensamiento de Edmund Husserl, el «padre» de la fenomenología. Entre sus alumnos se cuentan el filósofo e historiador Ernst Cassirer, el teólogo Karl Barth y el autor de Doctor Zhivago, Boris Pasternak.

## Obra y doctrina
Natorp es un neokantiano, que en Marburgo recibió la influencia de Hermann Cohen. El neocriticismo de ambos tiene una dirección lógico-objetivista. Contra el idealismo poskantiano consideran la objetividad pensable como única realidad y señalan que no tiene nada que ver con la objetividad empírica. Su filosofía es un intento de conciliación entre Kant y Platón. En La doctrina platónica de las ideas (1903) Natorp reconoce a las ideas como objeto del pensamiento puro, e indica que éste sólo puede poner funciones cognoscitivas que valgan como fundamentos de la ciencia. Reduce todo lo humano al conocimiento; por tanto, a la ciencia. Y esa ciencia «no es más que la conciencia en el punto más alto de su claridad y determinación». Divide a la Filosofía en lógica, ética y estética, y piensa que es también conocimiento, pero «un conocimiento que no se dirige al objeto, sino a la unidad del mismo conocimiento» (N. Abbagnano, Historia de la Filosofía, III, Barcelona 1953, 246).
Dedicado especialmente a los estudios de Pedagogía, Natorp la centra sobre el hombre. «Pero el hombre no crece aislado ni tampoco tan sólo uno al lado del otro bajo condiciones próximamente iguales, sino cada uno bajo el múltiple influjo de los otros y en reacción constante sobre tal influjo. El hombre particular es propiamente sólo una abstracción, como el átomo del físico. El hombre, por lo que respecta a todo lo que hace de él un hombre, no se presenta al principio como individuo particular para entrar después con otras en una comunidad, sino que, sin esta comunidad, no es de ningún modo hombre» (Pedagogía social, Madrid 1913, 97). Por eso habla de Pedagogía social, cuyo concepto significa para él «el reconocimiento fundado en principios de que la educación del individuo, en toda dirección esencial, está condicionada socialmente, así como, por otra parte, una confirmación humana de la vida social está fundamentalmente condicionada por una educación adecuada de los individuos que han de tomar parte en ella. Conforme a esto tiene también que determinarse el problema último y más comprensivo de la cultura para los particulares y para todos los particulares. Las condiciones sociales de la cultura, por tanto, y las condiciones culturales de la vida social: tal es el tema de esta ciencia» (o. c. 106).
Los objetivos de la educación son los valores —verdad y belleza, bondad y justicia, salud y utilidad—, y como la Filosofía es la teoría de la cultura, la doctrina de los valores, la Pedagogía estará fundamentada por todas las ramas de la Filosofía. Toda la Filosofía será la que determine el fin de la educación.
Natorp distingue tres grados en la conciencia humana: impulso o tendencias orgánicas; voluntad en el sentido más estricto y voluntad racional o querer moral. Paralelamente a estos tres grados se dan otros en la Humanidad: economía, actividad jurídico-política y quehacer educativomoral. Cuando la moralidad se pone a la cabeza de ellos es posible el desarrollo impulsivo del hombre.
La educación tiene una idea predominante, que es la de progreso, en el que se distinguen las notas de especificación, homogeneidad y tránsito continuo de la cultura. Ese progreso es factible por la solidaridad de las funciones de la conciencia humana y, correspondientemente, de la comunidad. Para que se desarrolle la educación hay que organizar la comunidad. Y dicha organización requiere tres factores, de acuerdo con los tres grados de la conciencia. Se trata del hogar, la escuela y las asociaciones libres de cultura de los adultos.
La escuela es, pues, el segundo grado de la formación humana. En ella hay que promover una conciencia del orden y desarrollar los fundamentos de la cultura. Dicha escuela será nacional y democrática, y no tendrá en cuenta clases sociales ni partidos políticos. Los individuos asistirán obligatoriamente a ella hasta los 12 años. Después pasarán a uno u otro tipo de escuela superior, de acuerdo con sus aptitudes demostradas. La escuela más elevada vendría a ser un Gimnasio neohumanista, en el que se proporcionara una cultura profunda, sin omitir las lenguas clásicas, principalmente el griego, unido a un estudio serio de Matemáticas y Física. Las enseñanzas profesionales deberían darse en una institución puramente profesional, cuya escolaridad duraría igualmente otros seis años, es decir, hasta los 18.
Natorp recibió poderosas influencias de Kant, Fichte, Pestalozzi y Schleiermacher, con el fundamento de su formación platónica. Pretendió un socialismo no marxista y rechazó rotundamente todo lo que no se integrara en la comunidad de hombres. Dio sustantividad al aspecto social del hombre, pero con carácter exclusivista y demasiado radical. Su imperativo categórico viene a ser el de que se debe obrar de forma que se use la Humanidad como un fin y no como un medio. Relegó la religión al dominio de lo subjetivo e intentó desarraigar su trascendencia.

## Obra
- Descartes' Erkenntnistheorie. Eine Studie zur Vorgeschichte des Kriticismus. Marburgo 1882. E-Book: Berlín 2014, ISBN 978-3-944253-04-6(La teoría cartesiana del conocimiento).[4]
- Religión y humanidad, Madrid, 1894.[4][5]
- Pedagogía social, 1899.[6]
- La teoría de las ideas de Platón, 1903.[7]
- Allgememe Pädagogik in Leitsätzen zu akademischen Vorlesungen, Marburgo 1905.(Curso de Pedagogía, Madrid)[8]
- Ensayos de pedagogía social, 1907.[9]
- Philosophie und Pädagogik, Marburgo 1909.[10]
- FLogik, Marburgo 1910.[11]
- Filosofía, 1911.
- Psicología general, 1912.
- Kant y la escuela filosófica de Marburgo, 1912.
- Sobre el carácter propio del pueblo alemán, 1914.
- La hora de los alemanes, 1915.
- Guerra y paz, 1916.
- La misión mundial de los alemanes, 1918.
- Sozial-Idealismus, Berlín 1920
- Pestalozzi. Su vida y sus ideas, Barcelona 1931